# Herrarnas tvåa utan styrman i rodd vid olympiska sommarspelen 2008
Herrarnas tvåa utan styrman i rodd vid olympiska sommarspelen 2008 avgjordes mellan den 9 och 16 augusti 2008.

## Medaljörer
| Gren              | Guld                            | Silver                                | Brons                                       |
| Tvåa utan styrman | Drew Ginn och Duncan Free (AUS) | David Calder och Scott Frandsen (CAN) | Nathan Twaddle och George Bridgewater (NZL) |

## Resultat

### Heat

#### Heat 1
| Placering | Idrottare                            | Land      | Tid     | Noteringar |
| --------- | ------------------------------------ | --------- | ------- | ---------- |
| 1         | Erwan Peron, Laurent Cadot           | Frankrike | 6:46,57 | SA/B       |
| 2         | Giuseppe De Vita, Raffaello Leonardo | Italien   | 6:51,01 | SA/B       |
| 3         | Dave Calder, Scott Frandsen          | Kanada    | 6:54,88 | SA/B       |
| 4         | Piotr Hojka, Jaroslaw Godek          | Polen     | 7:01,90 | R          |
| 5         | Tyler Winklevoss, Cameron Winklevoss | USA       | 7:13,64 | R          |

#### Heat 2
| Placering | Idrottare                          | Land           | Tid     | Noteringar |
| --------- | ---------------------------------- | -------------- | ------- | ---------- |
| 1         | Drew Ginn, Duncan Free             | Australien     | 6:41,15 | SA/B       |
| 2         | Shaun Keeling, Ramon di Clemente   | Sydafrika      | 6:45,26 | SA/B       |
| 3         | Tom Lehmann, Felix Drahotta        | Tyskland       | 6:48,60 | SA/B       |
| 4         | Robin Bourne-Taylor, Tom Solesbury | Storbritannien | 6:59,48 | R          |
| 5         | Morten Nielsen, Thomas Larsen      | Danmark        | 7:17,43 | R          |

#### Heat 3
| Placering | Idrottare                          | Land        | Tid     | Noteringar |
| --------- | ---------------------------------- | ----------- | ------- | ---------- |
| 1         | Nathan Twaddle, George Bridgewater | Nya Zeeland | 6:41,65 | SA/B       |
| 2         | Goran Jagar, Nikola Stojić         | Serbien     | 6:46,71 | SA/B       |
| 3         | Jakub Makovička, Václav Chalupa    | Tjeckien    | 6:52,50 | SA/B       |
| 4         | Siniša Skelin, Nikša Skelin        | Kroatien    | 7:16,35 | R          |

### Återkval
| Placering | Idrottare                            | Land           | Tid     | Noteringar |
| --------- | ------------------------------------ | -------------- | ------- | ---------- |
| 1         | Tyler Winklevoss, Cameron Winklevoss | USA            | 6:36,87 | SA/B       |
| 2         | Siniša Skelin, Nikša Skelin          | Kroatien       | 6:38,30 | SA/B       |
| 3         | Morten Nielsen, Thomas Larsen        | Danmark        | 6:38,33 | SA/B       |
| 4         | Robin Bourne-Taylor, Tom Solesbury   | Storbritannien | 6:41,43 | FC         |
| 5         | Piotr Hojka, Jaroslaw Godek          | Polen          | 6:44,19 | FC         |

### Semifinaler A/B

#### Semifinal A/B 1
| Placering | Idrottare                          | Land        | Tid     | Noteringar |
| --------- | ---------------------------------- | ----------- | ------- | ---------- |
| 1         | Dave Calder, Scott Frandsen        | Kanada      | 6:34,02 | FA         |
| 2         | Nathan Twaddle, George Bridgewater | Nya Zeeland | 6:36,05 | FA         |
| 3         | Shaun Keeling, Ramon di Clemente   | Sydafrika   | 6:37,18 | FA         |
| 4         | Jakub Makovička, Václav Chalupa    | Tjeckien    | 6:37,88 | FB         |
| 5         | Erwan Peron, Laurent Cadot         | Frankrike   | 6:44,29 | FB         |
| 6         | Siniša Skelin, Nikša Skelin        | Kroatien    | 7:14,50 | FB         |

#### Semifinal A/B 2
| Placering | Idrottare                            | Land       | Tid     | Noteringar |
| --------- | ------------------------------------ | ---------- | ------- | ---------- |
| 1         | Drew Ginn, Duncan Free               | Australien | 6:34,29 | FA         |
| 2         | Tyler Winklevoss, Cameron Winklevoss | USA        | 6:36,65 | FA         |
| 3         | Tom Lehmann, Felix Drahotta          | Tyskland   | 6:37,26 | FA         |
| 4         | Goran Jagar, Nikola Stojić           | Serbien    | 6:38,96 | FB         |
| 5         | Giuseppe De Vita, Raffaello Leonardo | Italien    | 6:47,30 | FB         |
| 6         | Morten Nielsen, Thomas Larsen        | Danmark    | 6:48,65 | FB         |

### Finaler

#### Final C
| Rank | Athlete                            | Country        | Time    | Notes |
| ---- | ---------------------------------- | -------------- | ------- | ----- |
| 1    | Robin Bourne-Taylor, Tom Solesbury | Storbritannien | 6:46,83 |       |
| 2    | Piotr Hojka, Jaroslaw Godek        | Polen          | 6:53,68 |       |

#### Final B
| Placering | Idrottare                            | Land      | Tid     | Noteringar |
| --------- | ------------------------------------ | --------- | ------- | ---------- |
| 1         | Goran Jagar, Nikola Stojić           | Serbien   | 6:49,12 |            |
| 2         | Jakub Makovička, Václav Chalupa      | Tjeckien  | 6:52,57 |            |
| 3         | Erwan Peron, Laurent Cadot           | Frankrike | 6:54,40 |            |
| 4         | Morten Nielsen, Thomas Larsen        | Danmark   | 6:55,37 |            |
| 5         | Giuseppe De Vita, Raffaello Leonardo | Italien   | 7:04,91 |            |
| 6         | Siniša Skelin, Nikša Skelin          | Kroatien  | 7:11,19 |            |

#### Final A
| Placering | Idrottare                            | Land        | Tid     | Noteringar |
| --------- | ------------------------------------ | ----------- | ------- | ---------- |
|           | Drew Ginn, Duncan Free               | Australien  | 6:37,44 |            |
|           | Dave Calder, Scott Frandsen          | Kanada      | 6:39,55 |            |
|           | Nathan Twaddle, George Bridgewater   | Nya Zeeland | 6:44,19 |            |
| 4         | Tom Lehmann, Felix Drahotta          | Tyskland    | 6:47,40 |            |
| 5         | Shaun Keeling, Ramon di Clemente     | Sydafrika   | 6:47,83 |            |
| 6         | Tyler Winklevoss, Cameron Winklevoss | USA         | 7:05,58 |            |